# Europese wilde kat

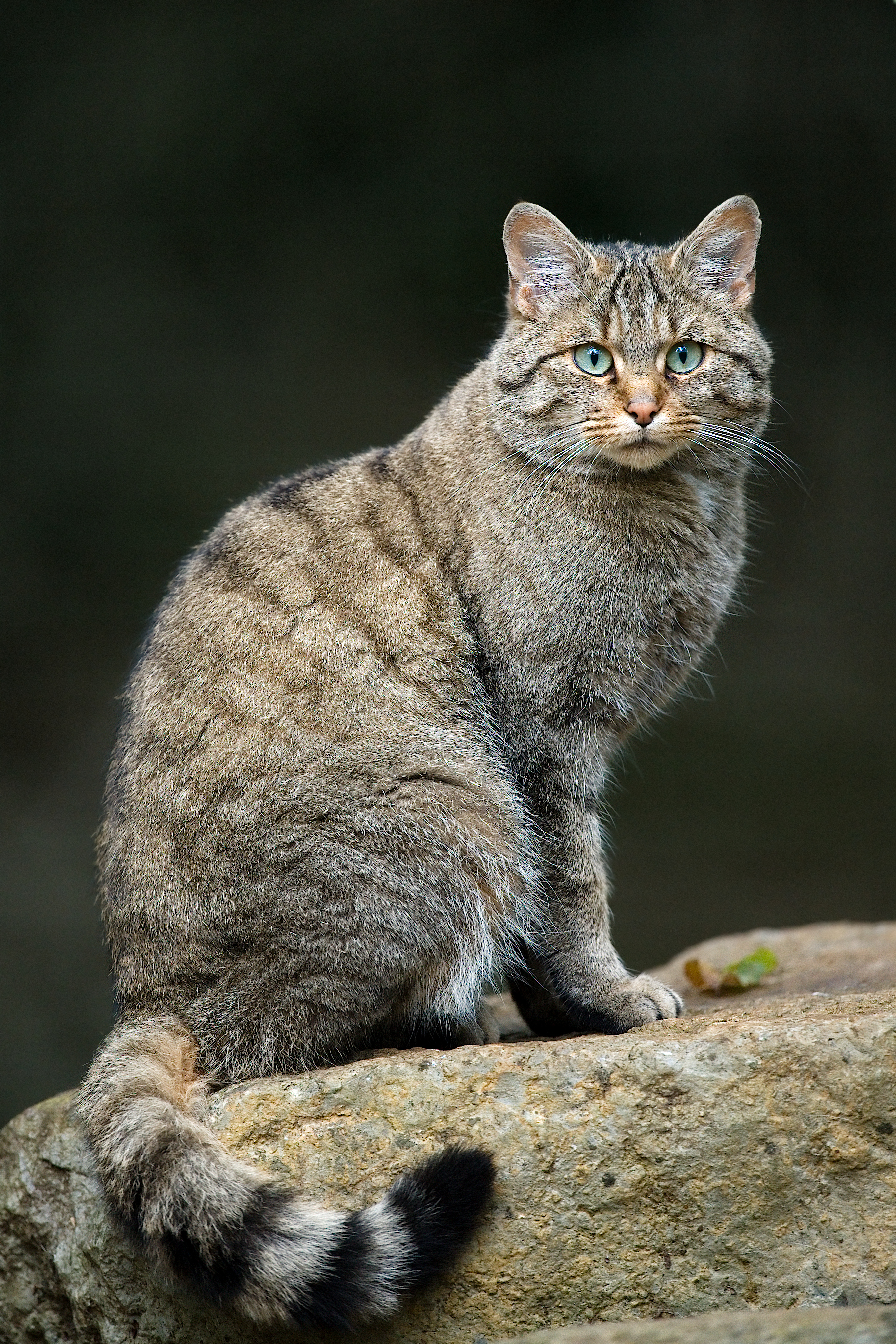
Europese wilde kat

De Europese wilde kat of Europese boskat (Felis silvestris silvestris) is een ondersoort van de wilde kat (Felis silvestris). Er is wetenschappelijke discussie over de precieze indeling binnen deze groep. Sommige taxonomen onderscheiden meerdere ondersoorten binnen de Europese populatie, die samen de silvestris-groep zouden vormen, terwijl anderen Felis silvestris silvestris als de enige Europese ondersoort beschouwen. Hybridisatie met verwilderde huiskatten kan tot bastaarden leiden, wat een ernstige bedreiging voor de genetische zuiverheid van de soort vormt.
Anders dan de Afrikaanse wilde kat is de Europese wilde kat niet te temmen. Dit wordt overigens tegengesproken door onderzoekers van de Universiteit van Straatsburg, die er wel in slaagden jongen van de Europese wilde kat te temmen. Het belangrijkste is waarschijnlijk dat de jongen nog in hun ontvankelijke fase (de eerste drie levensmaanden) een band met een mens leggen die te vergelijken is met die tussen moeder en jong. Wordt die band niet vroegtijdig gevestigd, dan zal het dier zijn hele leven lang schuw en wild blijven.

## Beschrijving
De Europese wilde kat lijkt sterk op een grote, forse huiskat. De Europese wilde kat heeft echter nooit vlekken, enkel strepen. Het belangrijkste verschil tussen de Europese wilde kat en de huiskat is de staart, die bij de Europese wilde kat veel dikker is. Over de staart lopen drie tot vijf brede, zwarte ringen. De staartpunt is afgerond en zwart. De ogen zijn vaalgeel van kleur.
Ze hebben een kop-romplengte van 48 tot 68 centimeter en een staartlengte van 21 tot 38,5 centimeter. Ze wegen 1,6 tot 8 kilogram en hebben een schouderhoogte van 35 tot 40 centimeter. Katers worden groter dan poezen.

## Gedrag
De Europese wilde kat is een carnivoor. Hij jaagt voornamelijk op konijnen en kleine knaagdieren. Ook jaagt hij op vogels. De Europese wilde kat vult zijn dieet aan met gras, amfibieën, vissen, insecten en jonge hoefdieren, voornamelijk lammetjes en reekalveren. Hij jaagt voornamelijk in meer open terrein.
Vrouwtjes hebben een vast territorium, terwijl de meeste mannetjes (voornamelijk jonge dieren) nomadisch zijn en zich vaak door de territoria van vrouwtjes begeven. In de winter en het paarseizoen vestigen de katers zich in een vast woongebied. Volwassen katers houden er soms het gehele jaar door een vast territorium op na, dat vaak overlapt met dat van drie tot zes poezen.
Als hol gebruikt hij meestal een holle boom of een spleet tussen rotsen, maar ook verlaten konijnenholen of dassenburchten worden gebruikt. Hij gebruikt voornamelijk in koud weer een hol, voornamelijk tussen november en februari.
De Europese wilde kat is voornamelijk een nacht- en schemeringsdier. Hij kan goed klimmen. De wilde kat klimt achterwaarts uit een boom, net als een huiskat. Bij bedreiging kromt hij zijn rug en zet hij zijn haren op, om groter te lijken.

## Voortplanting
Het paarseizoen valt in de late winter en de lente. De meeste jongen worden in mei geboren, maar geboorten komen voor van april tot september. Na een draagtijd van 63 tot 69 dagen worden 1 tot 8 (gemiddeld 3 à 4) kittens geboren in een simpel hol zonder nestmateriaal. De wilde kat krijgt slechts één worp per jaar. Een tweede worp kan in gevangenschap voorkomen, in het wild duidt een tweede worp meestal op hybridisering met een huiskat.
De jongen zijn bij de geboorte blind en bedekt met een donkere vacht. Ze wegen 100 tot 163 gram bij de geboorte. Na tien tot dertien dagen gaan de ogen open. Ze hebben dan blauwe in plaats van gele ogen. De zoogtijd duurt 2 tot 5½ maanden.
In de herfst of de winter verlaten de jonge mannetjes het territorium van de moeder. Jonge vrouwtjes blijven vaak in of nabij het geboortegebied. Mannetjes zijn na één jaar geslachtsrijp, vrouwtjes na negen tot tien maanden.

## Bedreigingen
De Europese wilde kat wordt in gevangenschap maximaal 15 jaar oud. Kittens kunnen ten prooi vallen aan steenarend, vos, hermelijn en marters. Veel dieren sterven aan verhongering in de wintermaanden, verkeer en ziekten.
De Europese wilde kat werd vroeger het slachtoffer van jacht en voor vervolging, doordat hij schade zou aanrichten aan de populatie van fazanten en patrijzen.
Door de jacht maar ook door het verloren gaan van geschikte biotopen heeft hij het wel moeilijk. Daar waar hij nu beschermd wordt, blijkt de wilde kat zich goed te kunnen handhaven. Door bescherming en het aanplanten van bossen neemt het aantal wilde katten weer toe.
Aangezien Europese wilde katten makkelijk te verwarren zijn met zwerfkatten, worden ze weleens per ongeluk afgeschoten.

## Verspreiding en leefgebied
De Europese wilde kat heeft een voorkeur voor open plekken in laaggelegen loofwouden en aan de rand van uitgestrekte wouden. Ook komt hij voor in licht heuvelachtig gebied en in boomplantages, in maquis en rivierbossen.
De Europese wilde kat leeft in continentaal Europa. Vroeger kwam hij voor in een groot gedeelte van Europa, van Groot-Brittannië via Zuid-Nederland tot Polen en West-Rusland. Tegenwoordig leeft hij in verspreide populaties op het Iberisch Schiereiland, Italië, de Balkan en in een band van Noord-Frankrijk, via België tot het westen van Duitsland. In Oost-Europa is de wilde kat nog algemeen.
In Schotland komt een verwante ondersoort van de wilde kat voor, de Schotse wilde kat (Felis silvestris grampia). Vaak worden de Schotse en de Europese wilde kat als dezelfde ondersoort beschouwd.

### Verspreiding in België en Nederland
In België leeft de soort nog in Wallonië, voornamelijk in de Ardennen. In 2012 werd de wilde kat ook in Vlaanderen waargenomen.
In begin 2007 en april 2013 werd enkele malen wilde katten gesignaleerd in Nederlands-Limburg, waarna vereniging Natuurmonumenten stelde dat de wilde kat langzaamaan bezig is met een terugkeer in de Nederlandse natuur. In 2014 werden verschillende malen een wilde kat vastgelegd door wildcamera's die opgesteld waren in Zuid-Limburg. Op zondag 1 juni werd in de omgeving van het Vijlenerbos, voor het eerst in Nederland een wilde kat gevangen en voorzien van een halsbandzender.
In de herfst van 2014 zijn er wilde katten geboren in het Vijlenerbos. Dat is voor het eerst in eeuwen in Nederland. In de lente van 2015 is een wilde kat geregistreerd door een wildcamera op de Strabrechtse Heide.
De in de zomer van 2005 gesignaleerde poema op de Veluwe zou mogelijk een wilde kat kunnen zijn.
In 2017 zijn er 14 wilde katten gezien in Nederlands-Limburg, daarbij is op minimaal twee locaties voortplanting gesignaleerd. Ark Natuurontwikkeling stelt daarom dat de wilde kat definitief terug is in Nederland en zich in de komende 10 jaar steeds meer naar het noorden zal verspreiden.

## Taxonomie
Sommige taxonomen erkennen Felis silvestris silvestris als de enige ondersoort van de Europese wilde kat, terwijl anderen menen dat er meerdere ondersoorten binnen Europa te onderscheiden zijn. Zij onderschrijven dan deze indeling:
- Kretenzische wilde kat (Felis silvestris cretensis)†; Kreta (hij zou uitgestorven zijn, maar er zijn recent toch mogelijke waarnemingen gedaan)
- Kaukasische wilde kat (Felis silvestris caucasia); (Kaukasus en Turkije)
- Schotse wilde kat (Felis silvestris grampia); (Noord-Schotland)
- Balearische wilde kat (Felis silvestris jordansi); (Balearen)
- Corsicaanse wilde kat (Felis silvestris reyi); (Corsica)
- Sardijnse en Siciliaanse wilde kat (Felis silvestris sarda); (Sardinië en Sicilië)
- Europese wilde kat (Felis silvestris silvestris); (Centraal-Europa en Scandinavië)
- Zuid-Spaanse wilde kat (Felis silvestris tartessia); (Iberisch schiereiland)

Er is nog wetenschappelijke discussie over de exacte indeling, en niet alle voorgestelde ondersoorten worden breed erkend.